# Карательная операция «Гриф»
«Greif» («Гриф») № 30 — кодовое название карательной операции немецких оккупационных властей против партизан и населения в Оршанском и Сенненском районах Витебской области на севере Белоруссии, проводившейся 16—30 августа 1942 года во время Великой Отечественной войны. Это была часть большого оперативного плана, продолжением которого стали карательные операции «Рысь» и «Сова».
Целью карательной операции являлась «очистка и усмирение» в лесисто-болотном массиве, вблизи автомобильных и железных дорог в треугольнике Витебск — Орша — Смоленск. В операции принимали участие 13-й и 14-й полицейский, 61-й охранный, 638-й французский, 257-й пехотные полки, артиллерийские и жандармские части, специальный батальон, группа полиции и СД, и др.
В ходе операции, в результате наступательных действий со стороны Орши, Лепеля и в направлении с севера — партизан окружили катера. 22 августа, после 6-дневных боёв, партизаны прорвали блокаду и ушли в Адамовскую пущу, в 10-12 км восточнее города Сенно.
Предположительно, в результате операции было убито около 900 человек, ещё 910 человек увезли на работы в Германию, было сожжено несколько деревень и угнано более 1700 голов скота.